# 琶醍站
琶醍站是广州海珠有轨电车1号线的车站，位於中國广东省广州市海珠区磨碟沙隧道上方，琶醍啤酒文化艺术区北侧。

## 車站結構
琶醍站建筑由原珠江啤酒厂水泵房加固改造而成。车站南侧即为珠江琶醍啤酒文化艺术区。
| 地面 | 侧式站台 | 侧式站台                                      | 侧式站台 | 侧式站台 |
|      | 北站台   | █海珠有轨1号线 广州塔方向（下站：猎德大桥南） |          |          |
|      | 南站台   | █海珠有轨1号线 万胜围方向（下站：南风）       |          |          |
|      | 侧式站台 |                                               |          |          |

## 历史
本站在规划期间称为啤酒博物馆站，曾改名为磨碟沙隧道站，最终定名为现称。本站原计划于2014年11月开工，但由于车站旁的拆迁工作于12月初才完成并进场施工，因此本站未能于2014年12月31日随线路开通試乘启用。最終在2015年10月21日正式启用。
2022年末疫情期间，海珠有轨电车1号线曾受防控措施影响，于2022年11月5日至11月30日暂停服务，本站在此期间需要关闭。
本站于2017年底随海珠有轨电车1号线各站分获车站編號并被定编为「THZ1-04」，2025年为配合海珠有轨电车1号线广州塔站重置，本站编号变更为「THZ1-03」。